# ヒットマン (2007年の映画)
『ヒットマン』（原題：Hitman）は、2007年のアメリカ合衆国・フランス合作のクライム・サスペンス・アクション映画。アイドスから発売されている同名のゲームシリーズが原作である。
原作のゲームシリーズは殺し屋による暗殺を題材としているため、日本ではPC版以外、CEROの審査で18歳未満への販売を禁止するZ区分（映倫のR-18に相当）に指定されているが、実写化となる本作では12歳未満（小学生以下）は保護者の同伴を推奨するPG-12指定となった。

## ストーリー
国外追放された僧侶たちが作った闇の組織により、完全無欠の暗殺者に仕立て上げられた「エージェント47」と呼ばれるスキンヘッドにバーコードが付けられた男。彼は組織No.1の腕前で自らのプライドと金のために世界を股にかけて殺しを重ねていった。
ニジェールでの仕事の次の標的はロシアのサンクトペテルブルクにいる共産主義の復興を目論むロシア大統領ミハイル・ベリコフだった。遊説中、いつものように寸分の狂いもなく狙撃する。しかし、確実に仕留めたはずのミハイルは生きていて、謎の娼婦ニカに現場を目撃されていた。インターポール捜査官ホイッティアとFSBのマクロフから追われることになった47は任務に疑問を抱く。
ニカに接触するが、ニカの孤独な瞳に何かを感じて殺害命令を中止して情報を得ようとする。しかし、サンクトペテルブルク駅で数人のスキンヘッドの殺し屋が立ち塞がり、味方に襲われる理由も分かぬまま、「堂々と戦って死のう」と銃を捨て、刀での死闘を繰り広げる。ホイッティアに追いつめられたが、ニカが頼んで助ける。一緒に過ごすうちに心を通い合わせたニカはベリコフに300ドルで買われ、奴隷のように虐待を受け、死さえ望んでいたと告白。ニカに次第に惹かれ、彼女を守ることが最大の目的となっていく。
モスクワに飛び、知り合いのCIAエージェントからベリコフに関して驚くべき真実を知らされる。イスタンブールで武器商人ベリコフの弟と接触し、ある決意を胸に再びロシアへ戻る。47はニカと別れ、弟の葬儀会場でベリコフを殺害しようと乗り込む。

## 登場人物
エージェント47
暗殺者。スキンヘッドにバーコード上のタトゥーがトレードマーク。用意周到で逃げ道の作り方も上手い。
ニカ・ボロニナ
情婦。ミハイルの愛人。強気だが根は優しい。
マイケル・ウィッティア
刑事。47を3年以上も追い続けている。
ユーリー・マクロフ
FSBの主任捜査官。
ミハイル・ベリコフ
ロシアの大統領。旧ソ連のような社会主義の回帰を目指していた。
ウードレ・ベリコフ
ミハイルの弟。武器や麻薬の売人もやっている。
エージェント・スミス
CIAの人間。
ジェンキンズ
マイケルの相棒。
ダイアナ（声）
47に指示をしたりする。

## キャスト
| 役名                   | 俳優                           | 日本語吹き替え                                                                   |
| ---------------------- | ------------------------------ | -------------------------------------------------------------------------------- |
| エージェント47         | ティモシー・オリファント       | てらそままさき                                                                   |
| マイケル・ウィッティア | ダグレイ・スコット             | 小川真司                                                                         |
| ニカ・ボロニナ         | オルガ・キュリレンコ           | 岡寛恵                                                                           |
| ユーリー・マクロフ     | ロバート・ネッパー             | 野島昭生                                                                         |
| ミハイル・ベリコフ     | ウルリク・トムセン             | 稲葉実                                                                           |
| ジェンキンズ           | マイケル・オフェイ             | 辻親八                                                                           |
| ウードレ・ベリコフ     | ヘンリー・イアン・キュージック | 大川透                                                                           |
| エージェント・スミス   | ジェームズ・フォークナー       | 塚田正昭                                                                         |
| ダイアナ（声）         | リサ・ジェコブズ               |                                                                                  |
| その他                 | N/A                            | 小島敏彦、石波義人 楠見尚己、赤城進 魚建、石川綾乃 田中晶子、世戸さおり 加納千秋 |
| 日本語版制作スタッフ   |                                |                                                                                  |
| 演出                   | 演出                           | 高橋剛                                                                           |
| 字幕翻訳               | 字幕翻訳                       | 伊原奈津子                                                                       |
| 吹替翻訳               | 吹替翻訳                       | 久保喜昭                                                                         |
| 制作                   | 制作                           | ACクリエイト株式会社                                                             |

## スタッフ
メインのスタッフは右記のテンプレートを参照。
- 原作：アイドス『ヒットマン』シリーズ
- 製作プロダクション：ヨーロッパ・コープ
- 共同製作：ダニエル・アルター
- 美術デザイン：ジャック・ビュフノワール
- 美術監督：ヨハン・ジョージ
- 装飾：ベロニク・ムルリー
- 衣装：オリヴィエ・ベラオ
- 音響効果：フレデリック・デュボワ
- メイクアップ：オリヴィエ・アフォンソ、他
- ヘアメイク：フレデリック・アルゲリョ
- 第二班監督：オリヴィエ・メガトン
- 格闘振付：シリル・ラファエリ

SFXスタッフ
- 特殊メイク：ニコラス・エルラン、フレデリック・レイン、他
- 特殊効果監修：フィリップ・フービン
- 特殊効果コーディネーター：ジャン・クリストフ・マグノー

VFXスタッフ
- 視覚効果監修：トーマス・デュヴァル、他
- 視覚効果プロデューサー：エドワール・ヴァルトン、他
- 視覚効果コーディネーター：ジュディス・ブリュノー
- 視覚効果：マチュー・シャトリエ、他
- デジタル効果監修：ジェシカ・ググリエルミ

## キャッチコピー
- 彼女の涙が　彼の閉ざされた心を開く
- My boy doesn't miss.

## 各国のレイティング
詳しくは映画のレイティングシステムを参照。
- アメリカ：R（17歳未満保護者同伴必須）
- 日本：PG-12（12歳未満保護者同伴推奨）
- 韓国：18
- 台湾：R-12
- シンガポール：NC-16（16歳未満禁止）
- マレーシア：18PL（18歳未満禁止）
- フィリピン：R-13
- イギリス：15
- ドイツ：18
- フランス：未審査
- カナダ（Aは保護者同伴必須を表す）
  - 14A（オンタリオ州、ブリティッシュコロンビア州）
  - 18A（アルバータ州、マニトバ州）
- フィンランド：K-15
- アイルランド：16
- オーストラリア：MA（15歳未満禁止）
- スイス：16
- スウェーデン：15
- ハンガリー：18
- アルゼンチン：13（13歳以上推奨）
- 南アフリカ：16
- ポルトガル：M/16（16歳未満保護者同伴必須）

## トリビア
- 当初は製作総指揮のヴィン・ディーゼルが、エージェント47を演じる予定であった。
- 47がホテルに窓から飛び込んだ時、部屋で子供たちが原作ゲームの一つ『Hitman: Blood Money』をプレイしている。
- 47が運転している車はアウディS5。
- オープニングでテレビシリーズ『ダークエンジェル』のパイロット映像をそのまま使用。

## リブート
本作のリブート実写映画が制作されることが決定している。原題は『Hitman: Agent 47』であり、ポール・ウォーカーが主演をつとめる予定で企画がスタートしていたが、ポールの死によりこれは実現しなかった。
その後、ルパート・フレンドを主役に起用することが決定した。
当初は2015年2月に公開予定であったが延期され2015年8月に全米公開されることが決定している。